# Поступельська сільська рада
| Поступельська сільська рада — колишня адміністративно-територіальна одиниця та орган місцевого самоврядування у Ратнівському районі Волинської області з адміністративним центром у с. Поступель. Припинила існування 15 травня 2017 року через об'єднання до складу Забродівської сільської територіальної громади Волинської області. Натомість створено Поступельський старостинський округ при Забродівській сільській громаді. Історична дата утворення: в 1944 році. Сільській раді були підпорядковані населені пункти: - с. Поступель - с. Адамівка - с. Зоряне |

## Склад ради
Рада складалася з 16 депутатів та голови.

### Керівний склад ради
| ПІБ                     | Основні відомості                                                                                   | Дата обрання | Дата звільнення |
| ----------------------- | --------------------------------------------------------------------------------------------------- | ------------ | --------------- |
| Борисюк Сергій Іванович | Сільський голова, 1965 року народження, освіта                                                      | 26.03.2006   | 31.10.2010      |
| Борисюк Сергій Іванович | Сільський голова, 1965 року народження, освіта середня спеціальна, член Української Народної Партії | 31.10.2010   |                 |

Примітка: таблиця складена за даними джерела

## Населення
Згідно з переписом УРСР 1989 року чисельність наявного населення сільської ради становила 1294 особи, з яких 601 чоловік та 693 жінки.
За переписом населення України 2001 року в сільській раді мешкало 1259 осіб.

### Мова
Розподіл населення за рідною мовою за даними перепису 2001 року:
| Мова       | Відсоток |
| ---------- | -------- |
| українська | 99,13 %  |
| російська  | 0,55 %   |
| білоруська | 0,32 %   |